# Quadrastichodella boudiennyi
Quadrastichodella boudiennyi is een vliesvleugelig insect uit de familie Eulophidae. De wetenschappelijke naam is voor het eerst geldig gepubliceerd in 1937 door Girault.